# Isusov drugi dolazak
Isusov drugi dolazak je kršćansko vjerovanje, da će Isus ponovno doći na svijet na Sudnji dan i da će tada konačno suditi svim živima i mrtvima. Dobri ljudi bit će spašeni, a zli osuđeni na vječnu propast. Drugi Isusov dolazak ponekad se naziva i paruzija (od grčkog παρουσία [parusia] = prisutnost; δευτέρα παρουσία [devtera parusia] = druga prisutnost, drugi dolazak).
Teološka znanost, koja govori o Isusovom drugom dolasku i smaku svijeta naziva se eshatologija.
Prema Bibliji i kršćanskoj tradiciji, drugi Isusov dolazak najavit će se velikim znakovima na zemlji i na nebu. Na nebu će se pojaviti križ. Isus Krist će doći kao Spasitelj svijeta, kao Kralj, Sudac i Gospodin čitavoga svemira. I iznenadit će ljude zaokupljene svojim poslovima i nesvjesne njegova skora dolaska: “Jer kao što munja izlazi od istoka i bljesne do zapada, tako će biti s dolaskom Sina Čovječjega.”
Rani kršćani očekivali su, da će se Isusov drugi dolazak dogoditi vrlo brzo, nekoliko godina nakon njegove smrti. I danas postoje vjerski pokreti, koji najavljuju skori Isusov dolazak, nazivaju se adventistima (latinski: adventus redemptoris = dolazak Spasitelja); ali velika većina današnjih kršćana ne očekuje kraj svijeta tako brzo.